# 妄想少女オタク系
『妄想少女オタク系』（もうそうしょうじょオタクけい）は、紺條夏生による日本の漫画作品。

## 概要
2004年に双葉社刊行『COMIC HIGH』Vol.5に読み切りが掲載され、2005年の『コミックハイ!』Vol.3から連載開始された。腐女子を題材にしたラブコメディ漫画。日本での全7巻のほか、台湾版、香港版、アメリカ版、フランス版が発売されている。第11回ジャパンエキスポ少女マンガ部門グランプリ受賞作品。2008年フロンティアワークスよりドラマCD全2巻が発売。

## 登場人物
※声はドラマCD版、「演」は映画版
浅井 留美（あさい るみ）声：藤田咲 / 演：甲斐麻美
主人公。高校1年生。ディープな腐女子であり、時にはクラスメートの絡みを妄想する。阿部に中途半端な告白をされたものの、本人は全くの無自覚で、現在でも上手くいっているのかよくわからないまま、付き合いは続いている模様。むしろ、阿部と千葉の組み合わせを好んでいる。美術部所属。やおい系同人誌も執筆する。好きな声優は緑川光や石田彰（※他のクラスメートの前ではオダギリジョーが好き、と主張）。本人曰く、オダギリは仮面ライダークウガの頃しか興味がない。
腐女子化したきっかけは、幼い頃に喘息にかかって秋田の親戚の家で療養していた際、オタクだったらしい従兄から沢山の漫画を借りていたことが発端らしい。好きな漫画は鋼の王子様（通称：ハガプリ）。CPは王子受け。まっつんとは百合の関係になっても気にしない様子。
阿部 隆弘（あべ たかひろ）声：松風雅也 / 演：中山麻聖
アニメには無縁で、健全かつ純情な高校1年生。浅井と会話しているうちに彼女に恋をする。浅井のオタク的な行動に付いて行けてはいないものの、勧められたアニメや漫画を頑張ってチェックしている。浅井のことを考えている際は、想像の中の彼女や自分の姿が極端に巨乳化・マッチョ化していたりと、妄想癖は彼女とあまり変わらない。
千葉俊介（ちば しゅんすけ）声：中村悠一 / 演：馬場徹
阿部とは古くからの親友。腐女子関連に詳しい理由は、大手同人サークル主宰者（姉）がいる為。美術部の時間では、阿部と2人揃ってモデルにされる。学校一のイケメン。女子から多数の告白を受けるが、全て断っている。美術部に入りまっつんらと関わっているうちに、彼女への恋心を自覚し、学祭イベントでの公衆の面前で彼女に告白する。巨乳好き。
松井 曜子（まつい ようこ）声：清水香里 / 演：木口亜矢
通称まっつん。中学時代はデブで地味な腐女子であり、学校内でイジメられていた。高校入学を機にオタクであった過去を捨てダイエットに励み、克服。高校生になってからは「ミスゴマキ」と呼ばれるほどの学校一の美少女として知られる。一度千葉に告白するも、見事にフラれる。千葉が浅井に興味を示していることから仲間を使ってまで彼女をイジメようとしたが、紆余曲折を経て親友同士に。浅井を2人に取られるくらいなら、時には百合の関係になっても構わない様子。初めて好きになった同人ネタはシンジ×カヲル。
塚本 英美（つかもと ひでみ）演：滝川英治
高校3年の柔道部主将。ゲイであり、千葉くんが好き。ホモ大好きな乙女達からは懐かれている。学祭イベントで千葉に松井への告白をさせるため、自らが先陣を切って彼に告白する。男気と実力があるせいか、カミングアウト後も友人関係には恵まれているらしい。
百瀬 つぐみ（ももせ つぐみ）
中学時代、阿部と同じ水泳部だったF組の女生徒。ギャルっぽい格好や言動をしている、隠れ腐女子。阿部を意識し、同じオタクでありながら彼に好かれ、大手サークルに可愛がられている浅井（&松井）を妬ましく思い、嫌がらせを仕掛けてくるも余裕の無い態度が目立ち始めたため、クラス内で浮き始め…。
千葉 由紀（ちば ゆき）演：森下悠里
俊介の姉で、ペンネームは柊雪姫（ひいらぎ ゆき）。ハガプリの大手壁サークル・ビタミン・ワンダフル（通称・ビタワン）の漫画担当で、男性向け漫画も描けばコスプレやイベント主催までこなすカリスマ同人作家。弟に似た美人で、根っからの腐女子。弟の光源氏計画を進行中らしい。
葵 ハルカ（あおい ハルカ）
由紀の相方で、ビタワンの小説担当。まっつんの憧れの作家かつ、俊介の初恋の相手。巨乳(?)。フワフワした雰囲気の可愛らしい風貌で、立派な腐女子。結婚の予定有り。
※他ナレーション（声：野田順子）

## 映画
2007年12月8日、実写映画が上映された。上映時間113分。配給はドーガ堂。
公開日よりパソコン・iモード向け動画配信サイトで映画本編の有料配信が行われたほか、2008年4月16日にはDVD版が発売された。
スタッフ
- 監督：堀禎一
- 脚本：多胡由章、尾上史高
- 音楽：虹釜太郎
- 監督補：菅沼隆
- 助監督：田辺悠樹
- 撮影：佐久間栄一
- 照明：山本浩資
- 録音：岩丸恒
- 美術：小泉剛
- 編集：張本征治
- 主題歌：広沢タダシ「はじまり」

## 単行本
- 紺條夏生 『妄想少女オタク系』 双葉社〈アクションコミックス・コミックハイブランド〉、全7巻
  1. 2006年4月12日[1]、ISBN 4-575-83225-1
  2. 2006年12月12日[2]、ISBN 4-575-83312-6
  3. 2007年8月11日[3]、ISBN 978-4-575-83394-2
  4. 2008年6月12日[4]、ISBN 978-4-575-83496-3
  5. 2009年2月12日[5]、ISBN 978-4-575-83581-6
  6. 2009年12月12日[6]、ISBN 978-4-575-83705-6
  7. 2010年9月11日[7]、ISBN 978-4-575-83810-7